# لوپوی
لوپوی (به لاتین: Lopevi) یک کوه، جزیره و آتشفشان در وانواتو است که در Malampa واقع شده‌است. لوپوی ۱٬۴۱۳ متر بالاتر از سطح دریا واقع شده‌است.